# Ледена дворана ВТБ
55° 42′ 05″ N 37° 38′ 42″ E / 55.70139° С; 37.64500° И
Ледена дворана ВТБ (рус. ВТБ Ледовый дворец) вишенаменска је спортска дворана у Москви, Русија. Званично је отворена 26. априла 2006. године и има капацитет од 12.000 до око 14.000 седећих места у зависности од догађаја. Примарно се користи за утакмице хокеја на леду и за такмичења у уметничком клизању и служи као домаћи терен за хокејаше московског Динама. У ВТБ арени играле су се утакмице Светског првенства у хокеју на леду 2016. чији је Русија била домаћин.
У оквиру комплекса постоје три мултифункционалне дворане укупне површине 70.000 м². Велика дворана има капацитет од 12.000 до 14.000 седећих места, укључујући и укупно 80 луксузних вип ложа. Капацитет мале дворане варира од 3.500 до 5.000 места у зависности од догађаја. Трећа дворана намењена је за припреме спортиста и има трибине капацитета 500 седећих места.